# EP u softbolu za žene 1995.
9. EP u softbolu za žene  se održalo u Italiji, u Settimu Torineseu, od 26. lipnja do 2. srpnja 1995.

## Konačna ljestvica
| Mj. | Država          |
| --- | --------------- |
| 1.  | Italija         |
| 2.  | Nizozemska      |
| 3.  | Češka           |
| 4.  | Belgija         |
| 5.  | Švedska         |
| 6.  | Francuska       |
| 7.  | Španjolska      |
| 8.  | Danska          |
| 9.  | Slovačka        |
| 10. | Uj. Kraljevstvo |
| 11. | Njemačka        |
| 12. | Švicarska       |
| 13. | Norveška        |